# Эдвардс, Тереза
Тереза Эдвардс (англ. Teresa Edwards; родилась 19 июля 1964 года, Кейро, штат Джорджия, США) — американская профессиональная баскетболистка и тренер, четырёхкратная олимпийская чемпионка в составе сборной США. Член Зала славы баскетбола с 2011 года и Зала славы ФИБА с 2013 года.

## Биография
Тереза Эдвардс — старшая из четверых детей в семье (у неё есть трое младших братьев). После окончания школы училась в университете Джорджии (англ. University of Georgia) и выступала за университетскую баскетбольную команду. В 1984 году в возрасте 20 лет была приглашена в сборную США, в составе которой на Олимпиаде в Лос-Анджелесе стала самой молодой олимпийской чемпионкой по баскетболу. После четырёх сезонов в NCAA Тереза выступала за рубежом — за клубы Италии, Японии, Испании, Франции, поскольку в США в те годы не было профессиональных женских баскетбольных лиг. При этом Тереза регулярно приглашалась в состав сборной США на различные турниры — Олимпийские игры, чемпионаты мира, Панамериканские игры, Игры доброй воли.
В 1995 году Тереза вернулась в США, чтобы подготовиться к своей четвёртой Олимпиаде. На церемонии открытия XXVI летней Олимпиады в Атланте Эдвардс произнесла олимпийскую клятву от имени спортсменов. После Олимпиады начала выступать во вновь созданной Американской баскетбольной лиге (ABL).
В 2000 году снова попала в состав олимпийской сборной США, выступив на Играх в пятый раз, что является рекордом для баскетболистов, и став самой возрастной олимпийской чемпионкой по баскетболу (в возрасте 36 лет), а также первой в истории баскетбола четырёхкратной олимпийской чемпионкой.
В 2002 году выступала за французский «Олимпик» из Валансьена, в составе которого стала чемпионкой женской Евролиги. В 2003 году в возрасте 38 лет была выбрана на драфте женской НБА клубом Миннесота Линкс, за который затем выступала в течение двух сезонов. В декабре 2004 года подписала контракт с екатеринбургским клубом УГМК, в составе которого провела несколько матчей второй половины сезона 2004/05.
После окончания карьеры игрока работала тренером-ассистентом в клубах женской НБА: в 2007 году — в Миннесоте, в 2011 году — в команде Талса Шок (в которой с середины сезона 2011 также исполняла обязанности главного тренера).

## Достижения

### Командные
- Четырёхкратная олимпийская чемпионка (1984, 1988, 1996, 2000).
- Бронзовый призёр Олимпийских игр (1992).
- Чемпионка мира (1986, 1990).
- Бронзовый призёр чемпионата мира (1994).
- Чемпионка игр доброй воли (1986, 1990).
- Чемпионка Панамериканских игр (1987).
- Бронзовый призёр Панамериканских игр (1991).
- Обладатель Кубка Уильяма Джонса (1984).
- Победитель Кубка европейских чемпионов (1987)[3] и Евролиги (2002).

### Личные
- Четырежды признавалась лучшей баскетболисткой года в США (1987, 1990, 1996, 2000).
- Выбрана в зал славы женского баскетбола (2010).
- Выбрана в Зал славы баскетбола (2011)[4].
- Выбрана в Зал славы ФИБА (2013)[5].